# NGC 500
NGC 500 је елиптична галаксија у сазвежђу Рибе која се налази на NGC листи објеката дубоког неба.
Деклинација објекта је + 5° 23' 16" а ректасцензија 1h 22m 39,3s. Привидна величина (магнитуда) објекта NGC 500 износи 14,2 а фотографска магнитуда 15,2. NGC 500 је још познат и под ознакама MCG 1-4-40, CGCG 411-39, NPM1G +05.0056, PGC 5013.